# أجيب (شركة)
أجيب ( Azienda Generale Italiana Petroli - الشركة الإيطالية العامة للنفط) هي شركة إيطالية سابقة تعمل بالبنزين والديزل وغاز البترول المسال ومواد التشحيم وزيت الوقود وتاجر التجزئة للبيتومين التي تم تأسيسها في عام 1926. كانت شركة تابعة لشركة البترول متعددة الجنسيات إني منذ عام 2003 ، عندما اشترت Eni شركة Agip Petroli Sp A. ، منشأة قسم التكرير والتسويق (R&M) في شركة إني.

## التاريخ
في عام 1924 ، قامت شركة زيت سينكلير، وهي شركة نفط أمريكية، ووزارة الاقتصاد الوطني الإيطالية، بتأسيس اتفاقية مشتركة مدتها خمسون عامًا لاستكشاف النفط في إميليا رومانيا وصقلية ، على مساحة تزيد عن 40,000   كيلومتر مربع. كانت 40٪ من رأس المال مملوكة للوزارة، وتم تكبد كل النفقات من قبل سنكلير أويل و 25٪ من الأرباح ذهبت إلى الوزارة الإيطالية. المعارضة السياسية، برئاسة جياكومو ماتيوتي ودون ستورزو ، زعمت أن المشروع المشترك أضر بالأمة وبدأ الجدل الذي أدى إلى الشكوك حول الفساد ؛ لقد مات Matteotti بالفعل قبل يومين من إلقائه خطابا حول هذه المسألة. واصل دون ستورزو الجدل، قائلاً إن الشركة العامة هي الطريقة الوحيدة للحفاظ على الاستقلال الوطني للطاقة.
كان الفحم في إيطاليا نادرًا وذو نوعية رديئة. تم استيرادها من الخارج بأسعار أثرت على الميزان التجاري لإيطاليا والنمو الصناعي المحدود. محطات الطاقة ، التي لم تكن متطورة للغاية وتتركز بشكل رئيسي في شمال البلاد، لا يمكن تلبية احتياجات الطاقة.

### دستور الشركة وقوانينadziendam
بموجب مرسوم ملكي في 3 أبريل 1926 ، أنشأت حكومة مملكة إيطاليا Azienda Generale Italiana Petroli (AGIP) ، وهي شركة مساهمة ، للقيام بجميع الأنشطة المتعلقة بصناعة البترول . حصلت وزارة الخزانة على 60 في المائة من رأس المال، و 20 في المائة من قبل Istituto Nazionale Assicurazioni (INA) ، و 20 في المائة المتبقية في صندوق التأمين الاجتماعي الإيطالي. أول رئيس كان إيتوري كونتي، مقاول في قطاع الكهرباء. نسب العديد من المحللين إلى تأسيس الشركة إلى جوزيبي فولبي دي ميسوراتا ، وزارة المالية، وجوسيبي بيلوزو، وزارة الاقتصاد الوطني. ومع ذلك، كان فولبي دي مصراتة متورطًا بشكل مباشر في المصالح المتعلقة بالنفط، حيث عمل مع FIAT من جيوفاني أنييلي ، وبدعم مالي من Banca Commerciale Italiana ، التي بحثت دون جدوى عن النفط في إميليا رومانيا. في عام 1927 ، صدر قانون التعدين ، والذي أعطى ملكية باطن الأرض للدولة وفرض قاعدة أن أي نشاط متعلق بالنفط يخضع لترخيص الحكومة و / أو المنحة.
واجه Agip صعوبات بعد أزمة 1929 لكنه بدأ في الازدهار في 1930s. في عام 1933 صدر قانون جديد يقضي بأن تعمل المصافي الحمائية المقيدة و AGIP بسهولة أكبر في هذا المجال.

### المراحل المبكرة والتنمية
كان لدى AGIP منشأة للتكرير في Fiume وفي عام 1936 استحوذت على مصفاة في Porto Marghera ، المملوكة لشركة Volpi di Misurata. بعد فترة وجيزة من إبرام اتفاق مع Montecatini لإنشاء شركة مشتركة، Anic (شركة Hydrogenation National Company) ، والتي كانت تهدف إلى اشتقاق الوقود عن طريق هدرجة الفحم البني . قامت Anic ببناء مصفاتين لمعالجة النفط المستخرج في ألبانيا من Azienda Italiana Petroli Albanesi (AIPA) ، إحدى الشركات التابعة لـ AGIP. ومع ذلك، كان النفط الألباني من نوعية رديئة وتجهيزه ثبت غير اقتصادية.
في الوقت نفسه، بسبب تكاليف دعم الحملات الاستعمارية، اضطر Agip إلى الخروج من بعض الاستثمارات الأجنبية، ولا سيما حملات الاستكشاف في العراق . كان المستكشف Ardito Desio هو الذي وجد النفط في ليبيا وفي عام 1939 جاء ما يسمى ب «عملية بتروليبيا» ، التي كان فيها AGIP مرتبطًا بـ FIAT ، والتي تم في العام السابق لإنشاء شركة إيطالية لإنتاج الوقود الصناعي، لاستكشاف إمكانية الحصول على البنزين من الكيمياء الاصطناعية .

## معرض صور

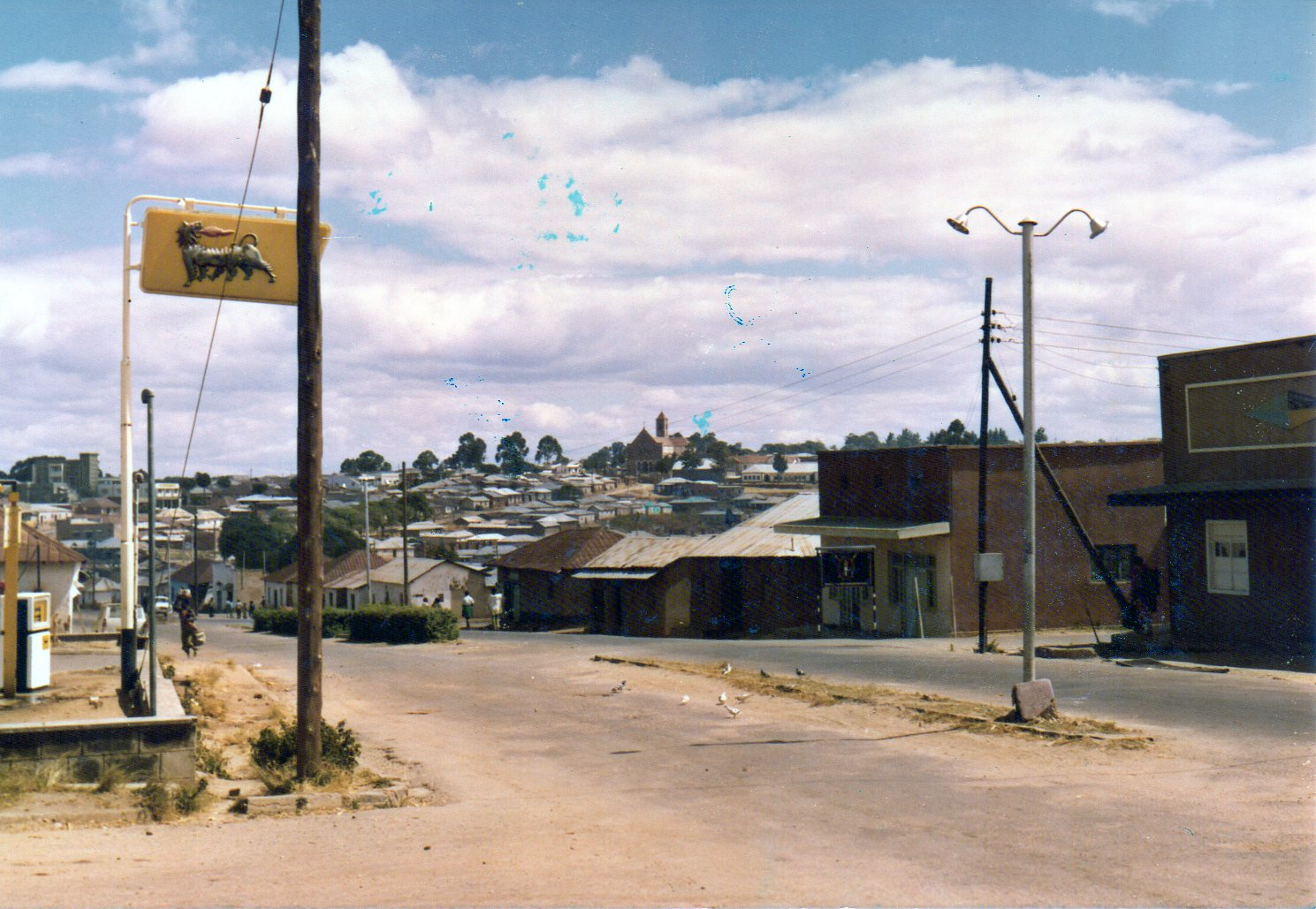
إنزيجا ، تنزانيا ، السبعينيات
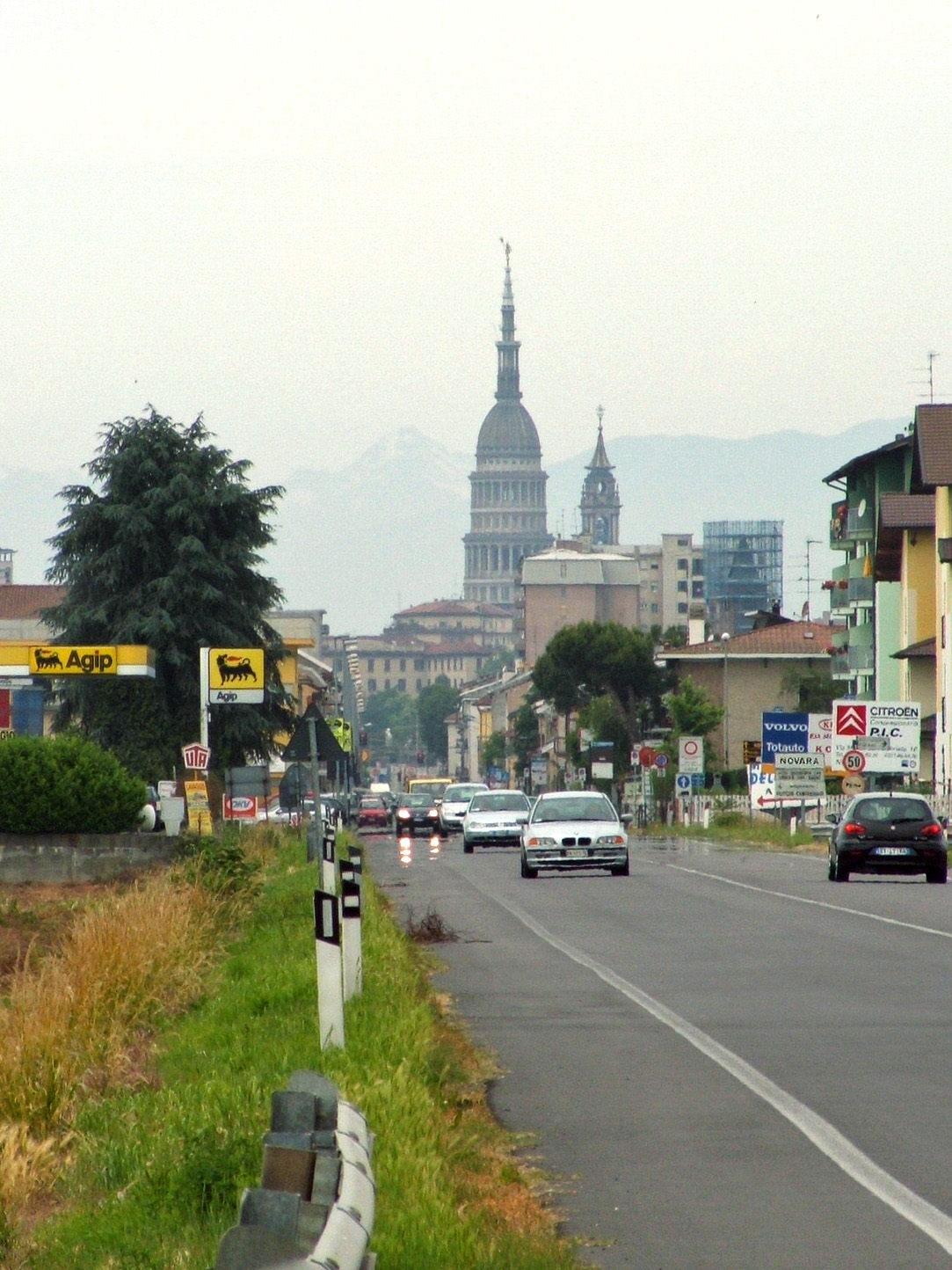
نوفارا
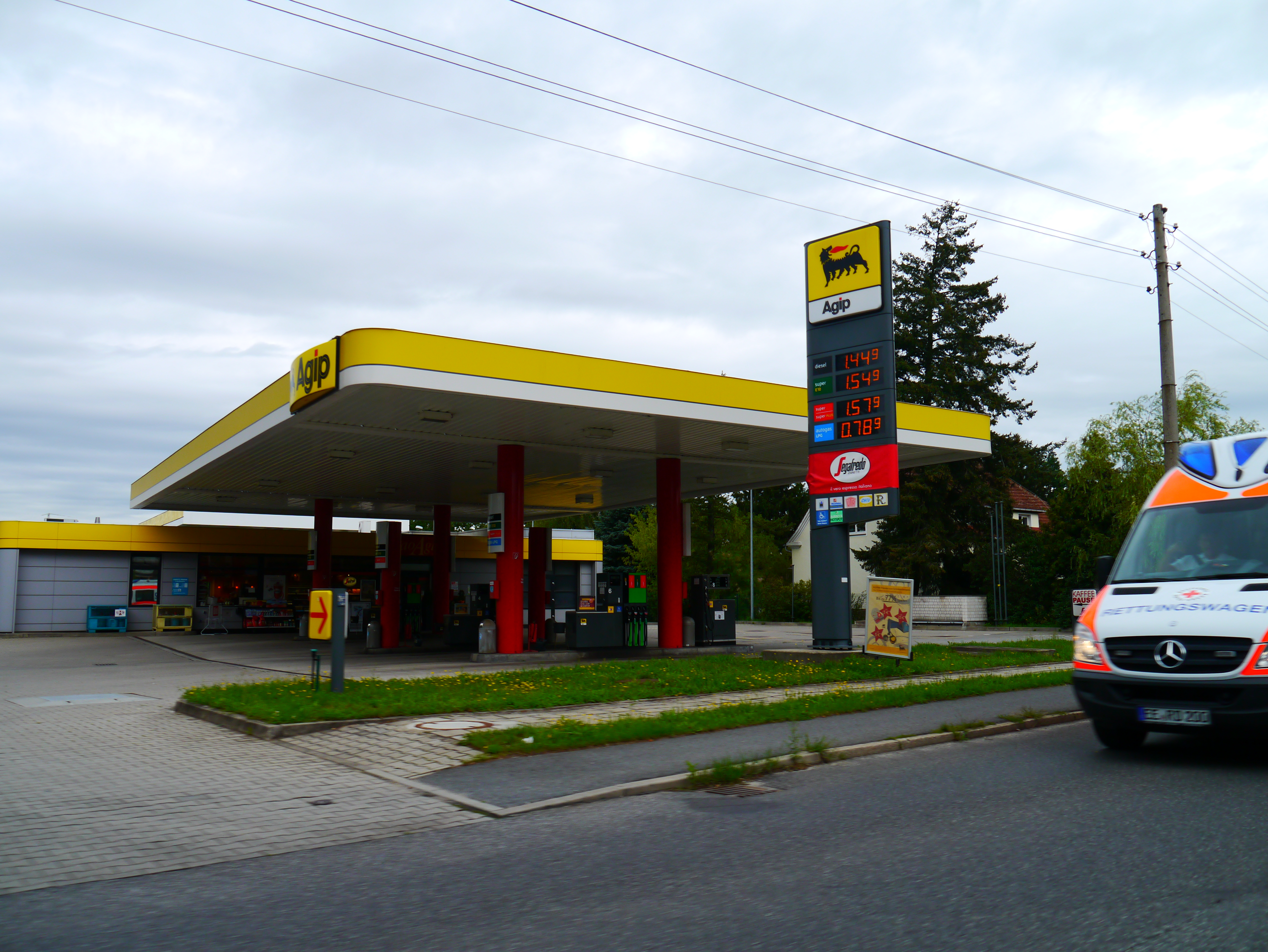
براندنبورغ
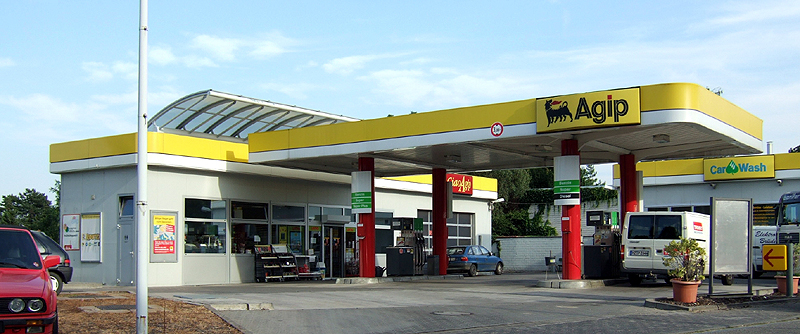
إيطاليا

## روابط خارجية
أجيب زيوت التشحيم أستراليا
- "Eni with you on the road". مؤرشف من الأصل في 2012-02-17.
- "Eni In viaggio con te" (بالإيطالية). Archived from the original on 2015-04-15.

لم يتم العثور على روابط لمواقع التواصل الاجتماعي.